# Premio Sájarov
El Premio Sájarov para la Libertad de Conciencia, bautizado así en honor del científico y disidente soviético Andréi Sájarov, fue establecido en 1988 por el Parlamento Europeo como un medio para homenajear a personas u organizaciones que han dedicado sus vidas o acciones a la defensa de los derechos humanos y el liberalismo
Los candidatos son nominados por los eurodiputados y los grupos políticos del Parlamento Europeo. De la lista de candidatos, la comisión de Asuntos Exteriores selecciona a tres "finalistas". Los presidentes de los grupos políticos (la Conferencia de Presidentes) posteriormente seleccionan uno o más ganadores. El premio es formalmente entregado por el Presidente del Parlamento Europeo durante la sesión plenaria de diciembre. El ganador recibe un certificado y un cheque de 50.000 euros.

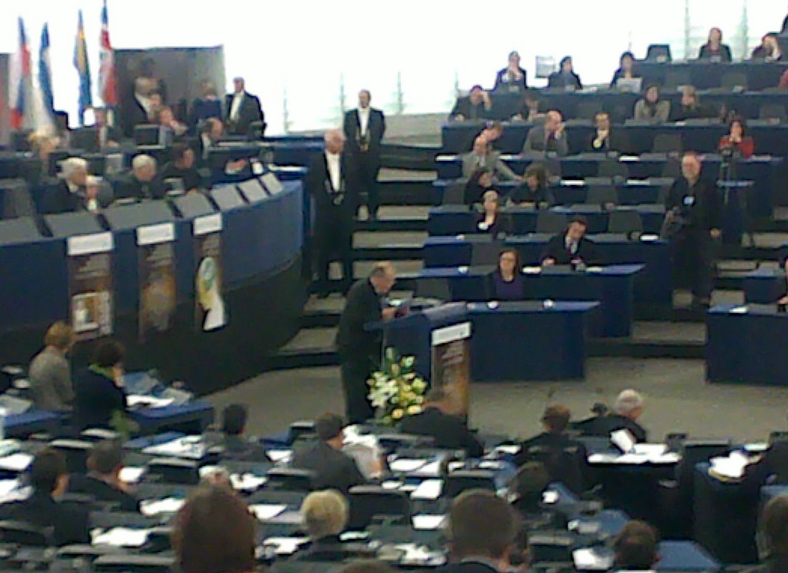
Ceremonia Premio Sájarov en 2009.

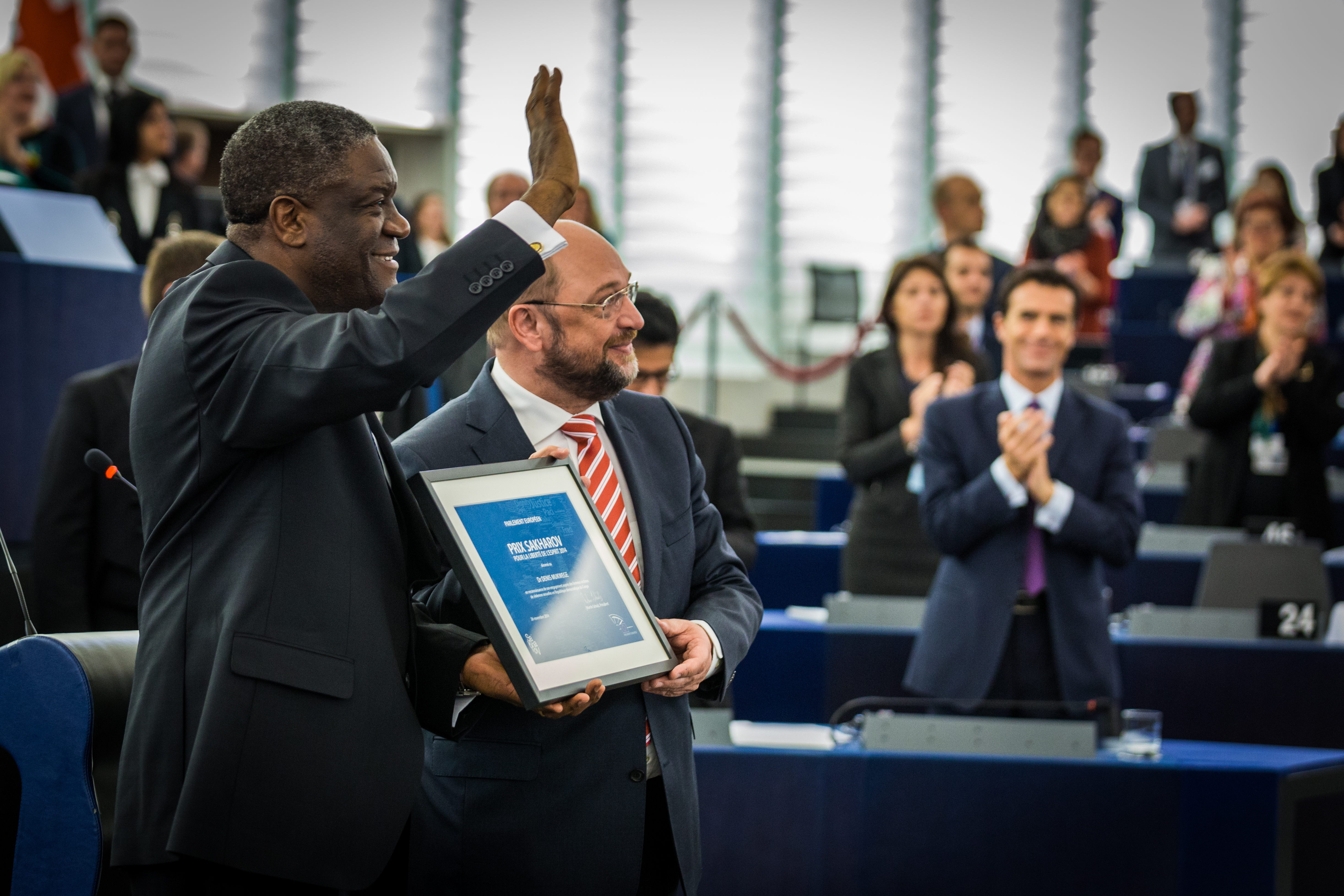
Denis Mukwege recibe el Premió Sájarov, 26 de noviembre de 2014.

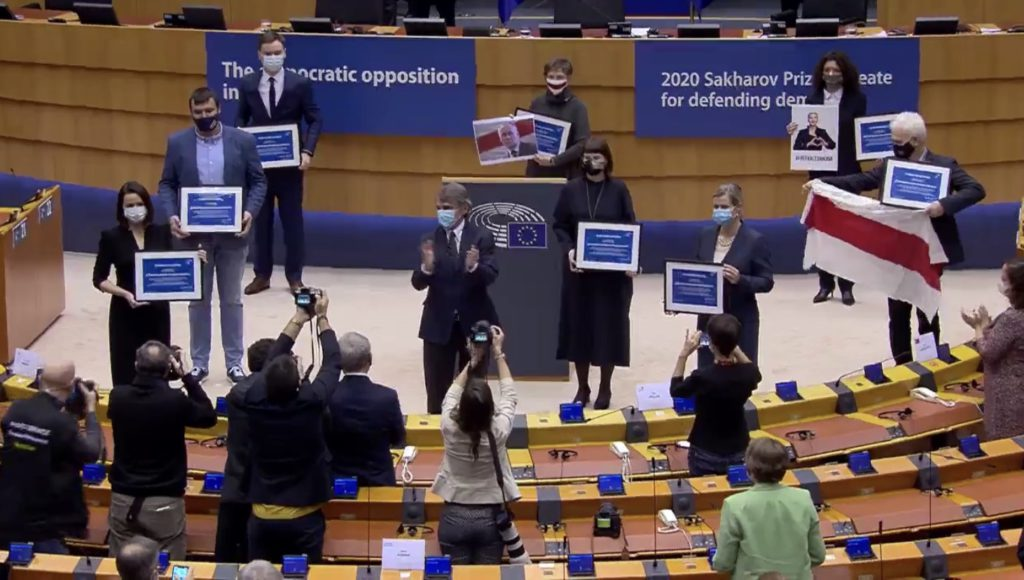
Representantes de la oposición bielorrusa reciben el premió Sájarov, diciembre de 2020.

## Galardonados
Las siguientes personas y organizaciones han sido galardonadas:
| Año  | Premiado                                                                     | Actividad | Nacionalidad                           |
| ---- | ---------------------------------------------------------------------------- | --- | -------------------------------------- |
| 1988 | Nelson Mandela Anatoli Márchenko (póstumo)                                   | Activista antiapartheid, posteriormente presidente de Sudáfrica Escritor y disidente soviético | Sudáfrica Unión Soviética              |
| 1989 | Alexander Dubček                                                             | Político, impulsor de la Primavera de Praga | Checoslovaquia                         |
| 1990 | Aung San Suu Kyi                                                             | Activista por los Derechos Humanos y la libertad en Birmania | Birmania                               |
| 1991 | Adem Demaci                                                                  | Político y activista opositor a Josip Broz Tito y defensor de los derechos de los albanokosovares | Yugoslavia                             |
| 1992 | Madres de la Plaza de Mayo                                                   | Asociación que busca a los desaparecidos durante el Proceso de Reorganización Nacional y promueve el enjuiciamiento de los responsables | Argentina                              |
| 1993 | Oslobođenje                                                                  | Periódico bosnio operativo durante la guerra de Bosnia con un equipo formado por bosnios, bosniocroatas y serbobosnios | Bosnia y Herzegovina                   |
| 1994 | Taslima Nasrin                                                               | Feminista y activista | Bangladés                              |
| 1995 | Leyla Zana                                                                   | Escritora y política kurda | Turquía                                |
| 1996 | Wei Jingsheng                                                                | Activista prodemocracia | China                                  |
| 1997 | Salima Ghezali                                                               | Periodista, escritora y activista por los derechos humanos y la democracia | Argelia                                |
| 1998 | Ibrahim Rugova                                                               | Político defensor de los derechos de los albanokosovares | Serbia                                 |
| 1999 | Xanana Gusmão                                                                | Político, promotor de la independencia de Timor Oriental | Timor Oriental                         |
| 2000 | ¡Basta Ya!                                                                   | Asociación opuesta a la banda terrorista ETA y defensora de sus víctimas y del Estado de Derecho | España                                 |
| 2001 | Nurit Peled-Elhanan Izzat Ghazzawi Zacarias Kamwenho                         | Activista y pacifista Activista y pacifista Religioso, activista y pacifista | Israel Palestina Angola                |
| 2002 | Oswaldo Payá                                                                 | Activista de la disidencia cubana | Cuba                                   |
| 2003 | Naciones Unidas                                                              | Organización internacional promotora del Derecho internacional, la paz y seguridad internacional, el desarrollo económico y social, los asuntos humanitarios y los derechos humanos.                                                                                   | ONU                                    |
| 2004 | Asociación Bielorrusa de Periodistas                                         | ONG defensora de la libertad de expresión | Bielorrusia                            |
| 2005 | Damas de Blanco Reporteros Sin Fronteras Huawa Ibrahim                       | Asociación de familiares de presos políticos cubanos ONG defensora de la libertad de prensa Activista defensor de los derechos humanos | Cuba · Francia · Nigeria               |
| 2006 | Aleksandr Milinkevich                                                        | Político opositor al régimen de Aleksandr Lukashenko | Bielorrusia                            |
| 2007 | Salih Mahmoud Osman                                                          | Político y activista defensor de los derechos humanos | Sudán                                  |
| 2008 | Hu Jia                                                                       | Activista prodemocracia | China                                  |
| 2009 | Memorial                                                                     | ONG defensora de los derechos civiles y humanos | Rusia                                  |
| 2010 | Guillermo Fariñas                                                            | Psicólogo, periodista y activista de la disidencia cubana | Cuba                                   |
| 2011 | Asmaa Mahfouz Ahmed al Sanusi Razan Zaitouneh Ali Farzat Mohamed Bouazizi[1] | Activistas durante la Primavera Árabe | Egipto · Libia · Siria · Siria · Túnez |
| 2012 | Nasrín Sotudé Yafar Panahí                                                   | Sotudé es abogada y Panahí, director de cine. | Irán                                   |
| 2013 | Malala Yousafzai                                                             | Activista de los derechos civiles de las mujeres | Pakistán[2]                            |
| 2014 | Denis Mukwege                                                                | Médico ginecólogo congoleño | República Democrática del Congo[3]     |
| 2015 | Raif Badawi                                                                  | Bloguero y escritor | Arabia Saudita[3]                      |
| 2016 | Lamiya Aji Bashar Nadia Murad                                                | Refugiadas yazidíes perseguidas por el Estado Islámico[4] | Irak                                   |
| 2017 | Oposición de Venezuela                                                       | Representados por la Asamblea Nacional presidida por Julio Borges y todos los presos políticos enumerados por Foro Penal Venezolano, representados por Leopoldo López, Antonio Ledezma, Daniel Ceballos, Yon Goicoechea, Lorent Saleh, Alfredo Ramos y Andrea González | Venezuela[5]                           |
| 2018 | Oleh Sentsov                                                                 | Cineasta y activista | Ucrania[6]                             |
| 2019 | Ilham Tohti                                                                  | Economista, catedrático y crítico del gobierno | China[7]                               |
| 2020 | Oposición de Bielorrusia                                                     | Representados por el Consejo de Coordinación; Oposición democrática al régimen de Aleksandr Lukashenko | Bielorrusia[8]                         |
| 2021 | Alekséi Navalni                                                              | Abogado, político y opositor al régimen de Vladímir Putin | Rusia[9]                               |
| 2022 | El pueblo ucraniano                                                          | Otorgado a los ucranianos que "protegen la democracia, la libertad y el estado de derecho" tras la Invasión rusa de Ucrania de 2022 | Ucrania[10]                            |
| 2023 | Mahsa Amini y Mujer, Vida, Libertad                                          | La muerte de Mahsa Amini en circunstancias sospechosas provocó protestas generalizadas, a menudo bajo el lema Mujer, Vida, Libertad.[11] | Irán                                   |
| 2024 | Maria Corina Machado Edmundo González                                        | Por su valiente lucha para restaurar la libertad y la democracia en Venezuela.[12] | Venezuela · Venezuela                  |